# Ivan Provorov
Ivan Vladimirovitch Provorov (en russe : Иван Владимирович Проворов), né le 13 janvier 1997 à Iaroslavl en Russie est un joueur professionnel russe de hockey sur glace. Il évolue au poste de défenseur pour les Blues Jackets de Columbus dans la LNH.

## Biographie

### En club
En 2013, il débute avec les RoughRiders de Cedar Rapids en USHL. Il rejoint ensuite les Wheat Kings de Brandon en LHOu pour la saison 2014-2015. Il est repêché à la 7e position du repêchage d'entrée dans la LNH 2015 par les Flyers de Philadelphie.
Le 14 octobre 2016, il joue son premier match dans la Ligue nationale de hockey avec les Flyers chez les Kings de Los Angeles et sert une assistance.
Le 23 novembre 2016, il marque son premier but dans la LNH contre le Lightning de Tampa Bay dans une défaite de 4-2. Le Canadien Matt Read et le Suisse Mark Streit ont récolté les assistances du but.
Le 30 août 2020, il marque son premier but en séries éliminatoires contre les Islanders de New York dans une défaite de 3-2.
Le 6 juin 2023, Ivan Provorov est transféré aux Blue Jackets de Columbus par les Flyers de Philadelphie.

### Carrière internationale
Il représente la Russie au niveau international. Il prend part aux sélections jeunes.

## Statistiques

### En club
| Saison     | Équipe                      | Ligue       |     | Saison régulière | Saison régulière | Saison régulière | Saison régulière | Saison régulière |   | Séries éliminatoires | Séries éliminatoires | Séries éliminatoires | Séries éliminatoires | Séries éliminatoires |
| Saison     | Équipe                      | Ligue       | PJ  | B                | A                | Pts              | Pun              | PJ               | B | A                    | Pts                  | Pun                  |                      |                      |
| 2013-2014  | RoughRiders de Cedar Rapids | USHL        | 56  | 6                | 13               | 19               | 32               | -                | - | -                    | -                    | -                    |                      |                      |
| 2014-2015  | Wheat Kings de Brandon      | LHOu        | 60  | 15               | 46               | 61               | 42               | 19               | 2 | 11                   | 13                   | 10                   |                      |                      |
| 2015-2016  | Wheat Kings de Brandon      | LHOu        | 62  | 21               | 52               | 73               | 16               | 21               | 3 | 10                   | 13                   | 14                   |                      |                      |
| 2016       | Wheat Kings de Brandon      | C. Memorial | 3   | 0                | 2                | 2                | 4                | -                | - | -                    | -                    | -                    |                      |                      |
| 2016-2017  | Flyers de Philadelphie      | LNH         | 82  | 6                | 24               | 30               | 34               | -                | - | -                    | -                    | -                    |                      |                      |
| 2017-2018  | Flyers de Philadelphie      | LNH         | 82  | 17               | 24               | 41               | 20               | 6                | 0 | 3                    | 3                    | 0                    |                      |                      |
| 2018-2019  | Flyers de Philadelphie      | LNH         | 82  | 7                | 19               | 26               | 32               | -                | - | -                    | -                    | -                    |                      |                      |
| 2019-2020  | Flyers de Philadelphie      | LNH         | 69  | 13               | 23               | 36               | 24               | 16               | 3 | 5                    | 8                    | 4                    |                      |                      |
| 2020-2021  | Flyers de Philadelphie      | LNH         | 56  | 7                | 19               | 26               | 28               | -                | - | -                    | -                    | -                    |                      |                      |
| 2021-2022  | Flyers de Philadelphie      | LNH         | 79  | 9                | 22               | 31               | 34               | -                | - | -                    | -                    | -                    |                      |                      |
| 2022-2023  | Flyers de Philadelphie      | LNH         | 82  | 6                | 21               | 27               | 24               | -                | - | -                    | -                    | -                    |                      |                      |
| 2023-2024  | Blue Jackets de Columbus    | LNH         | 82  | 5                | 27               | 32               | 20               | -                | - | -                    | -                    | -                    |                      |                      |
| 2024-2025  | Blue Jackets de Columbus    | LNH         | 82  | 7                | 26               | 33               | 31               | -                | - | -                    | -                    | -                    |                      |                      |
| Totaux LNH | Totaux LNH                  | Totaux LNH  | 696 | 77               | 205              | 282              | 247              | 22               | 3 | 8                    | 11                   | 4                    |                      |                      |

### En équipe nationale
| Année | Équipe                       | Compétition                  |    | PJ | B | A | Pts | Pun | +/-                |  | Résultat |
| 2014  | Russie                       | Championnat du monde -18 ans | 5  | 0  | 0 | 0 | 0   | 0   | 5e place           |  |          |
| 2015  | Russie                       | Championnat du monde junior  | 7  | 0  | 1 | 1 | 0   | +2  | Médaille d'argent  |  |          |
| 2016  | Russie                       | Championnat du monde junior  | 7  | 0  | 8 | 8 | 2   | +2  | Médaille de bronze |  |          |
| 2017  | Russie                       | Championnat du monde         | 10 | 0  | 3 | 3 | 6   | -1  | Médaille de bronze |  |          |
| 2021  | ROC (Comité olympique russe) | Championnat du monde         | 8  | 0  | 2 | 2 | 0   | 0   | Cinquième place    |  |          |